# Tony Waiters
Anthony Keith Waiters (Southport, 1º febbraio 1937 – 10 novembre 2020) è stato un calciatore e allenatore di calcio inglese, di ruolo portiere.

## Carriera

### Allenatore
Ha allenato la rappresentativa canadese alle Olimpiadi 1984, alla fase finale del campionato del mondo 1986 e durante la CONCACAF Gold Cup 1991.

## Palmarès

### Allenatore

#### Competizioni nazionali
- Campionato NASL: 1

Vancouver Whitecaps: 1979